# Nikolaus von Üxküll-Gyllenband
Nikolaus von Üxküll-Gyllenband (Güns, 14 febbraio 1877 – Berlino, 14 settembre 1944) è stato un militare tedesco.
Il conte partecipò alla prima guerra mondiale nell'Imperial regio Esercito austro-ungarico.
Scontento del nuovo regime nazista e zio di Claus Schenk von Stauffenberg, Uxkull diventò un agente di collegamento della resistenza tedesca antinazista in Boemia-Moravia.
Fu tra i cospiratori dell'attentato a Hitler del 20 luglio 1944. Arrestato dalla Gestapo tre giorni dopo il fallito attentato, fu giudicato dal Tribunale del Popolo e condannato a morte. Fu impiccato nella prigione di Plötzensee il 14 settembre 1944.